# 周煦良
周煦良（1905年8月8日—1984年），笔名舟斋、贺若璧、文木，男，安徽至德人，中国翻译家，曾任中国民主促进会中央委员会常务委员，第五届全国政协委员。